# HD 118904
HD 118904，又名BD+71 659，SAO 7854、HR 5139，是一颗恒星，视星等为5.5，位于銀經117.72，銀緯45.42，其B1900.0坐标为赤經13h 34m 46.8s，赤緯+71° 45.42′ 4″。